# Evan Hofer
Evan Hofer (Leavenworth, 8 maggio 1997) è un attore statunitense.
Noto soprattutto per il ruolo di Randy Plotski nella sit-com Kickin' It - A colpi di karate e di Dex Heller nella soap opera General Hospital.

## Biografia
Evan Hofer nasce l'8 maggio 1997 a Leavenworth (Kansas). Ha una sorella maggiore e un fratello minore.

### Carriera
Dal 2011 al 2013 interpreta Randy Plotski nella sit-com Kickin' It - A colpi di karate. Nel corso della sua carriera appare in serie tv come Modern Family, I fantasmi di casa Hathaway, Cavaliere per caso e Lethal Weapon. Dal 2022 interpreta Dex Heller nella soap opera General Hospital, ruolo che ricopre fino al 2024.

## Filmografia

### Televisione
- Kickin' It - A colpi di karate - serie TV (2011-2013)
- Modern Family - serie TV (2013)
- I fantasmi di casa Hathaway - serie TV (2015)
- Cavaliere per caso - serie TV (2019)
- Lethal Weapon - serie TV (2019)
- General Hospital - soap opera (2022-2024)